# Inge II de Suecia
Inge II, también llamado Inge el Joven (1069-1120/30), rey de Suecia de 1118 a 1125. Hijo de Halsten Stenkilsson y probablemente su hijo menor, sobrino por tanto de Inge I (Inge el Viejo).
De acuerdo con tradiciones poco fiables Inge habría gobernado junto con su hermano Felipe Halstensson después de la muerte de su anciano tío Inge el Viejo.
Otras fuentes dicen que después de la muerte de Felipe (1118), Inge el Joven fue el rey único de Suecia, pero el año de su muerte es desconocido. A diferencia de su hermano, Felipe Halstensson, Inge fue un rey impopular, y los suecos de Västergötland lo reemplazaron en el trono por Ragnvald Knaphövde y Magnus Nilsson.
De acuerdo con lo relatado en la Västgötalagen o Ley de los godos del oeste, Inge fue envenenado en Östergötland con una «bebida malvada».